# Ratekau
Ratekau è un comune di 15 166 abitanti dello Schleswig-Holstein, in Germania.
Appartiene al circondario dell'Holstein Orientale (targa OH) ed è indipendente delle comunità amministrative (Amt).